# Wudalianchi
Wudalianchi (chinois : 五大连池市 ; pinyin : Wǔdàliánchí shì) est une ville-district de la province du Heilongjiang en Chine. Elle est placée sous la juridiction administrative de la ville-préfecture de Heihe.

## Démographie
La population du district était de 355 397 habitants en 1999.

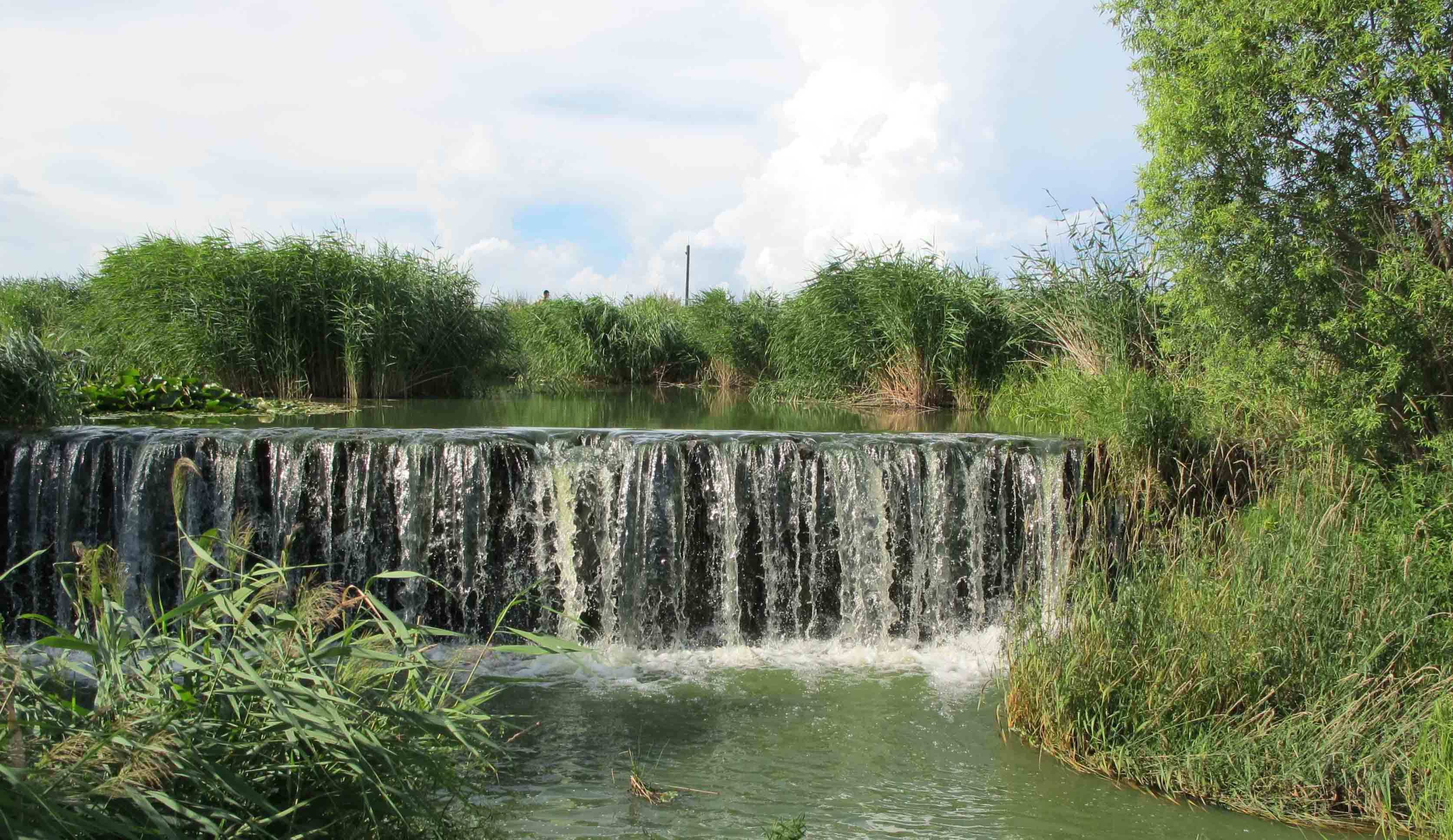
chutes d'eau au parc géologique de Wudalianchi

La ville-district comporte le parc géologique de Wudalianchi (五大连池世界地质公园, « géoparc mondial de Wudalianchi ») un Géoparc.
On y trouve le groupe volcanique de Wudalianchi (zh).